# Descubrimiento de la ruta marítima a la India

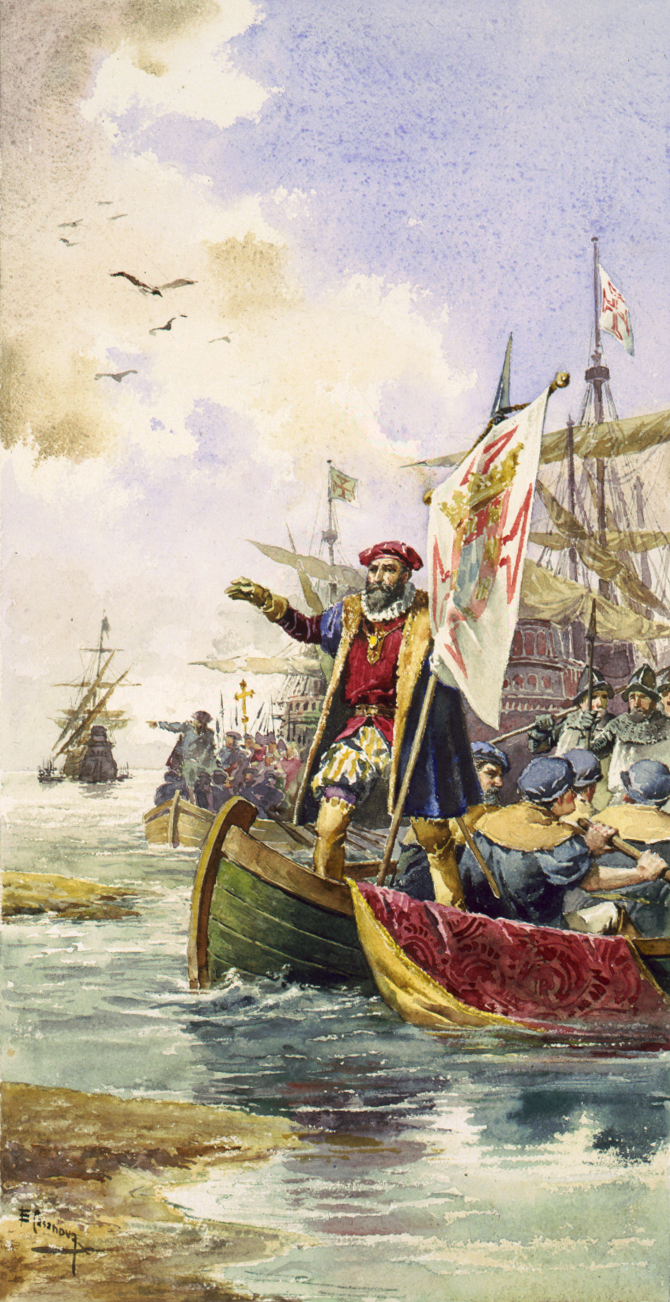
Pintura de Vasco da Gama en su llegada a la India, portando la bandera usada en los Descubrimientos: Las armas de Portugal y la Cruz de Cristo, patrocinadores del movimiento de expansión iniciado por Enrique el Navegante.

El proyecto para encontrar la ruta marítima a la India fue ideado por Juan II de Portugal como medida para reducir los costes. Bartolomé Díaz no abrió la ruta de La India hacia las preciadas especias una pregunta que muchos se han realizado, dobló el cabo de Buena Esperanza por lo que dio paso al Océano Índico. Quien abrió la ruta de la India para los portugueses fue Vasco da Gama de los intercambios comerciales con Asia, en un intento de monopolizar el comercio de las especias. Con una presencia marítima cada vez más sólida por parte de Portugal, Juan II anhelaba el dominio de las rutas comerciales y la expansión de su reino, que empezaba a transformarse en un imperio, pero que tras haber rechazado el proyecto de Cristóbal Colón, y después del descubrimiento de América por parte de Castilla, veía peligrar sus intereses a pesar de los tratados sucesivos de Alcaçovas y Tordesillas. A pesar de que Juan II fue el principal promotor del proyecto, la empresa no sería realizada durante su reinado, sino durante el de su sucesor Manuel I, quien designaría a Vasco da Gama para esta expedición, manteniendo en lo posible el plan original de su antecesor.
Sin embargo, esta expedición no contaba con el apoyo de la clase alta del reino, que en las Cortes de Montemor-o-Novo de 1495 manifestó de modo patente su oposición a la empresa. Se contentaban con el comercio con Guinea y África del Norte. Además, temían por el mantenimiento de los territorios de ultramar, por el coste que implicaba la expedición y por el mantenimiento de las rutas marítimas que resultasen de ella. Esta posición está personificada en la obra Os Lusíadas, de Luís Vaz de Camões, en el personaje de Velho do Restelo, que se opone a embarcarse en la armada.
El rey Manuel I no participaba de la opinión de la nobleza y mantuvo el plan de su predecesor Juan II. Mandó aparejar las naves y escogió a Vasco da Gama, caballero de su casa, para capitanear la expedición. Curiosamente, en el proyecto original de Juan II era el padre de Vasco, Estêvão da Gama, quien debía capitanear la expedición, pero ya había fallecido en las fechas que se preparó la flota.
El 8 de julio de 1497 se iniciaba la expedición que terminaría dos años después con la entrada de la nave Bérrio en el estuario del río Tajo, trayendo las buenas nuevas del descubrimiento.

## Antecedentes
Las especias eran consideradas desde siempre como el oro de las Indias. La canela, el jengibre y la pimienta eran productos difíciles de obtener y de precio elevado y por los cuales siempre se esperaban las caravanas o mercaderes provenientes de Oriente. 
Un mercader de Lisboa describió la ruta terrestre de las especias de la siguiente forma (obsérvese que las referencias geográficas a Judea y Túnez son incorrectas):

De esta tierra de Calicut son las especias que se consumen en Portugal y en todas las provincias del mundo; son también de esta ciudad muchas piedras preciosas de toda clase. Aquí se cargan las naves de especias a La Meca y las llevan a una ciudad que está en la Meca que se llama Judea. Y pagan al gran sultán sus derechos. Y desde allí las vuelven a cargar a otras naves más pequeñas y las llevan por el Mar Rojo a un lugar que está junto a Santa Catalina del Monte Sinaí que se llama Túnez y también aquí pagan otros derechos. Aquí cargan los mercaderes estas especies en camellos alquilados a cuatro cruzados cada camello y las llevan a El Cairo en diez días; y aquí pagan otro derecho. Y en este camino para el Cairo muchas veces los asaltan los ladrones de aquella tierra.[cita requerida]

Aquí vuelven a cargarlas otra vez en unas naves, que navegan por un río que se llama el Nilo, que viene de la tierra del Preste Juan, de la India Baja; y van por este río dos días, hasta que llegan a un lugar que se llama Roxete; y aquí pagan otro derecho. Y vuelven otra vez a cargarlas en camellos y las llevan, en una jornada, a una ciudad que se llama Alejandría, la cual es un puerto de mar. A esta ciudad de Alejandría vienen las galeras de Venecia y de Génova para buscar esta especia, de la cual se cree que tiene el gran sultán 600 000 cruzados; de los cuales da, cada año, a un rey que se llama Cidadim 100 000 para que haga la guerra al Preste Juan.[cita requerida]

Tras la conquista otomana de Constantinopla en la segunda mitad del siglo XV, la ruta terrestre de las especias explotada principalmente por las repúblicas italianas de Génova, Venecia y Pisa, se volvió más complicada y finalmente monopolizada principalmente por Génova lo que incitó a las potencias europeas a encontrar una ruta marítima que evitase las tierras turcas o los establecimientos genoveses. Así, Castilla preparó su expedición a las Indias por la ruta del oeste lo que le permitió descubrir América mientras que Portugal intentó encontrar su propio camino hacia el este. Para la preparación de la expedición se realizaron con anterioridad expediciones previas con el fin de recabar información sobre los reinos y posibles enemigos o aliados.
La costa africana ya no era totalmente desconocida, pues se habían realizado diversas expediciones anteriores desde la llevada a cabo por el navegante Hannón de Cartago y la posible circunnavegación fenicia de África. Las exploraciones de la costa africana hasta Sierra Leona del príncipe Enrique el Navegante y otras llevadas a cabo por otros marinos portugueses o de otras nacionalidades europeas, como la llevada a cabo en 1291 por los hermanos genoveses Ugolino y Vadino Vivaldi y financiada por Teodosio Doria, e incluso las exploraciones árabes, sobre todo centradas en la costa oriental del continente, habían arrojado luz sobre la geografía africana y las rutas de navegación. 

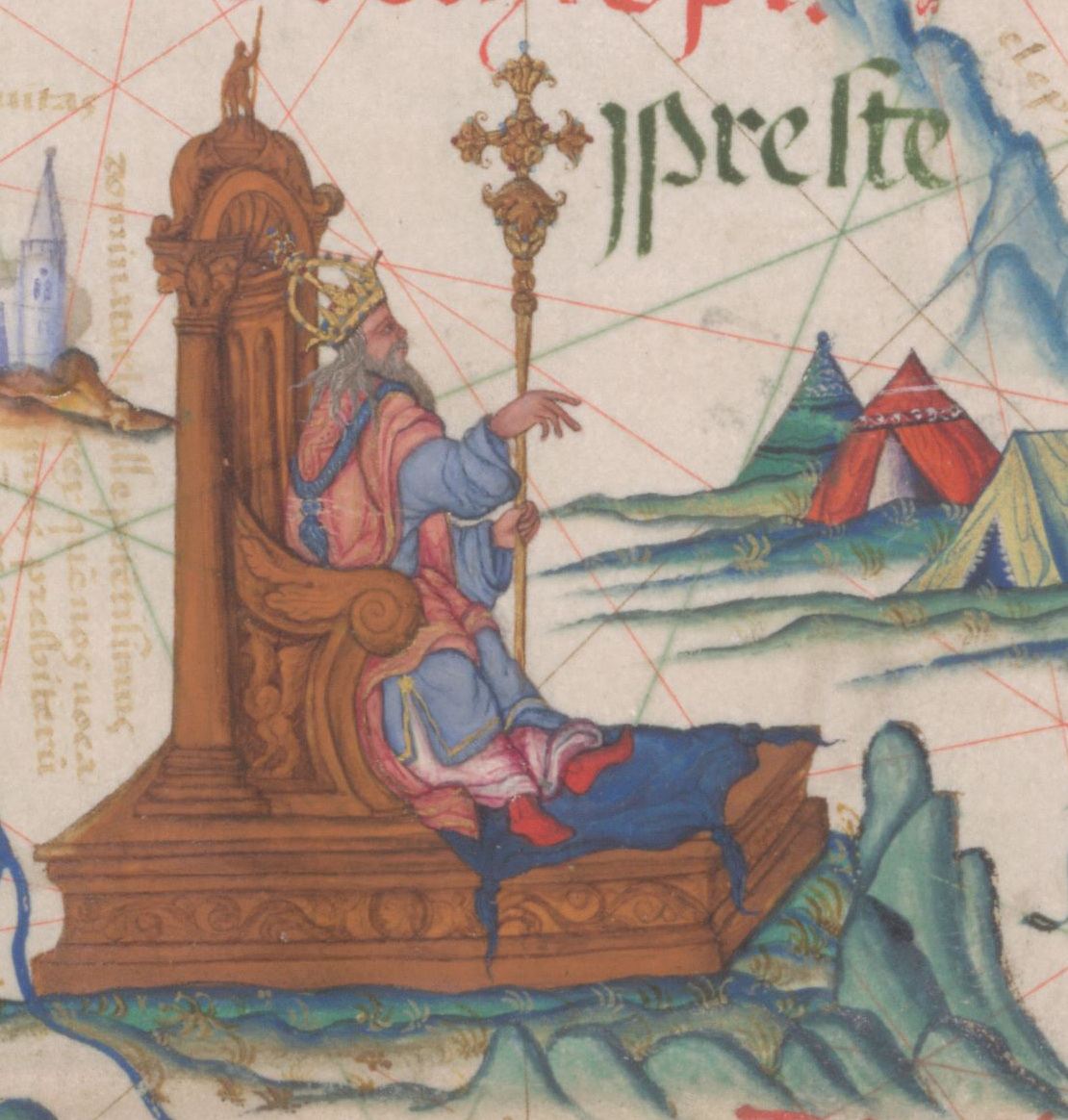
Antes de emprender la expedición, Juan II procuró informarse del supuesto reino del Preste Juan, un cristiano que tal vez pudiera colaborar con los portugueses.

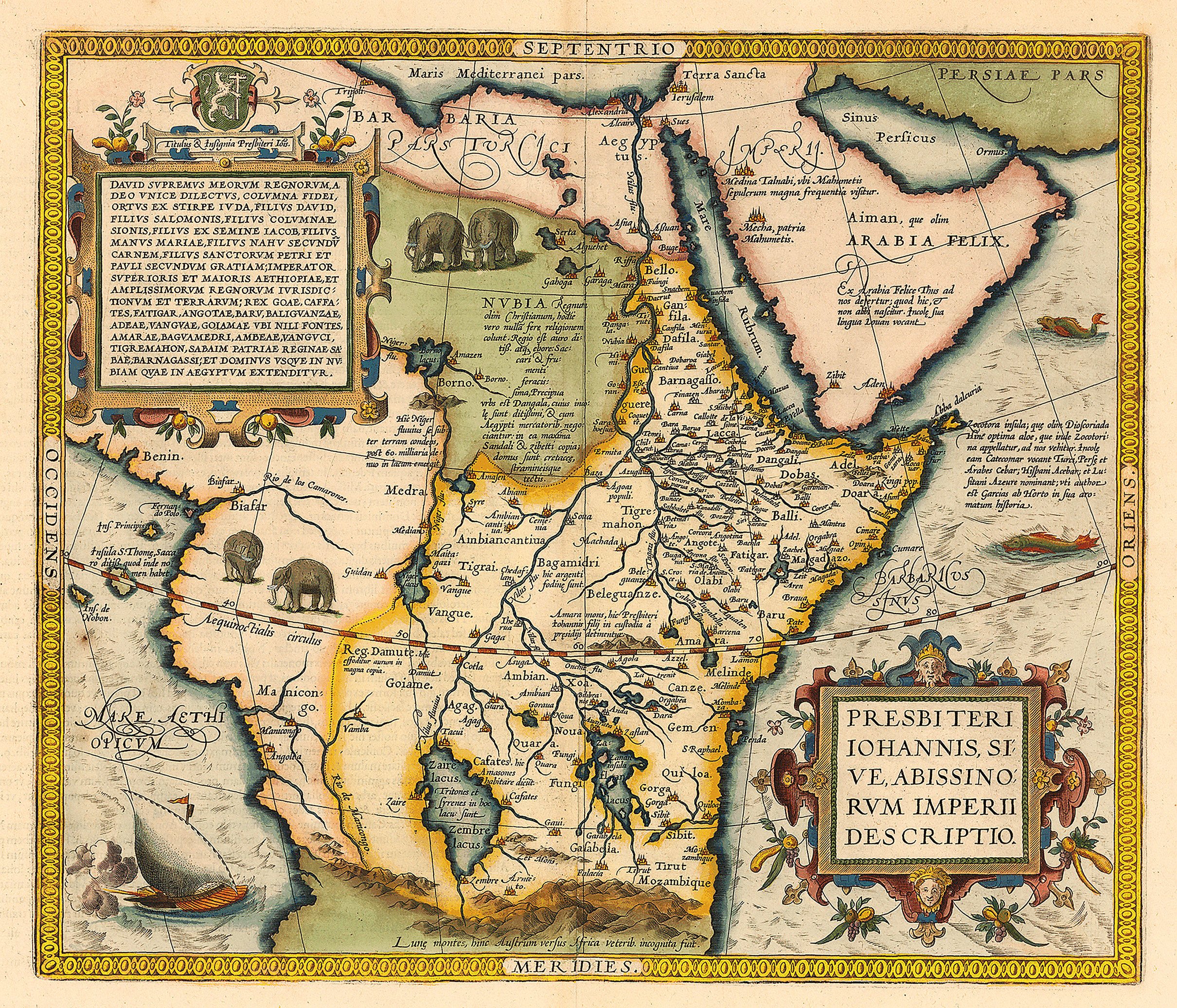
Mapa de Etiopía como supuesto reino del Preste Juan.

En 1481 Juan Alfonso de Aveiro realizó una expedición al Reino de Benín y recogió información acerca de un cuasi legendario príncipe Ogané, cuyo reino se situaba mucho más a oriente que Benín. Este príncipe era cristiano y gozaba de gran veneración y poder. Se decía en Benín que este reino distaba de allí veinte lunas de camino o según el relato de João de Barros correspondía a doscientas cincuenta leguas.
En 1486 Bartolomé Díaz emprendió la expedición que logró culminar con éxito el proyecto que iniciara Enrique el Navegante al alcanzar el extremo sur de África y doblar el cabo de Buena Esperanza lo que daba pie a una conexión marítima entre Europa y la India. La expedición sirvió también para reconocer gran parte de la costa occidental de África; sin embargo, no logró contactar con el mítico reino del Preste Juan, que se suponía reinaba en un territorio de Oriente y podría ayudar a los cristianos en sus exploraciones y luchas contra los musulmanes.

Animado por estas noticias obtenidas en Benín, Juan II envió en 1487 a Frai Antonio de Lisboa y a Pedro de Montarroio para que obtuvieran de Oriente nuevas informaciones que pudieran localizar al Preste Juan, al cual parecían corresponder las descripciones que le llegaban del príncipe de Ogané. Pero estos exploradores no lograron pasar de Jerusalén ya que ambos desconocían la lengua árabe y por miedo decidieron retornar a Portugal.

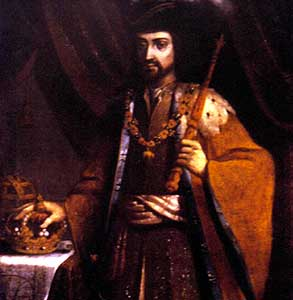
Manuel I de Portugal bajo cuyo reinado se realizó la expedición.

A pesar de ello los conocimientos que se tenían sobre Oriente eran muy difusos y generalmente llenos de historias fantásticas. Era necesario el conocimiento del mercado oriental de las especias y un contacto directo con los países de origen por lo que con mucho cuidado y secreto preparó una nueva expedición en la que participaron dos hombres de la confianza del rey y conocedores de la lengua árabe, Afonso de Paiva, de Castelo Branco, y Pêro da Covilhã o Covilhao. Estos emprendieron su camino vía Valencia, Barcelona, Nápoles, Rodas, Alejandría, El Cairo y el golfo de Adén haciéndose pasar por comerciantes de miel para intentar pasar inadvertidos frente a los comerciantes árabes y venecianos. A partir de aquí se separaron siguiendo caminos diferentes. Alfonso de Paiva siguió camino a Etiopía, aunque fracasó en su intento y murió durante el viaje, mientras que Pêro da Covilhã se dirigió a la India vía Ormuz. Este tuvo más suerte y tras viajar a la India se dirigió a Etiopía donde finalmente murió. Pese a que ninguno de los dos exploradores volvió las informaciones suministradas por Covilhã a Juan II sirvieron de base para preparar la expedición posterior vía marítima.
El plan de viaje tenía entonces que asegurar la ruta y para ello era necesario instalar factorías y construir fortalezas a lo largo de todo el camino. El capitán de la misión debía ser capaz no solo de dominar los elementos y comandar la expedición en el mar, sino también de establecer relaciones diplomáticas con los monarcas de los reinos que se encontrara en el camino.
No sería durante el reinado de Juan II que tenía una fuerte oposición de la corte cuando se iniciara la expedición, sino durante el de su sucesor Manuel I, quién no participaba de la opinión general y creía que la expedición era una buena oportunidad de dominar el comercio con Oriente.

## La Armada
| Nave                                 | Capitán        | Piloto           | Maestre         | Escribano       |
| ------------------------------------ | -------------- | ---------------- | --------------- | --------------- |
| São Gabriel (San Gabriel)            | Vasco da Gama  | Pêro de Alenquer | Gonçalo Álvares | Diogo Dias      |
| São Rafael (San Rafael)              | Paulo da Gama  | João de Coímbra  | —               | João de Sá      |
| Bérrio (rebautizado como San Miguel) | Nicolau Coelho | Pêro Escobar     | —               | Álvaro de Braga |
| Navío de mantenimiento               | Gonçalo Nunes  |                  |                 |                 |

Entre la tripulación se incluía a dos intérpretes Fernão Martins y Martim Afonso, y dos frailes, João Figueira y Pêro da Covilhã. El total de la tripulación ascendía a 170 hombres de los cuales algunos eran proscritos que deberían quedarse en la India y tratar de generar un vínculo con los portugueses que debían llegar más adelante. En la primera parte del viaje les acompañó Bartolomé Díaz, quien se quedó en la colonia de San Jorge de la Mina. 
Los marineros contaban con cartas de navegación en las que estaba marcada toda la costa africana conocida hasta entonces, cuadrantes, astrolabios de diversos tamaños, reglas y tablas con cálculos (como las tablas astronómicas de Abraham Zacuto) y brújulas. Unos dos navíos transportaban suministros para tres años: galletas, judías, carne seca, vino, harina, aceite, salmueras, etc. Estaba previsto el reabastecimiento continuo a lo largo de la costa africana. El viaje a la India fue realizado por tres naves y un navío de abastecimiento o mantenimiento. En cada una de las tres naves viajaba un capitán y un piloto, mientras que la nave de abastecimiento tan solo contaba con un capitán. En dos de las naves también viajaban sendos escribanos y en la nave capitana un maestre.

## El viaje

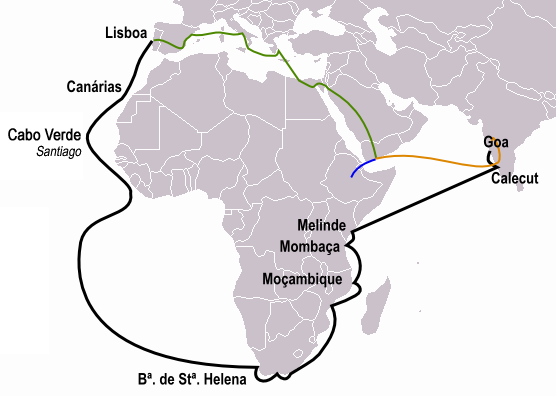
Camino recorrido por la expedición (en negro). En el mapa también se puede ver el camino recorrido por Pêro da Covilhã (en naranja) separado de Afonso de Paiva (en azul) tras su viaje conjunto (en verde).

La expedición se inició el 8 de julio de 1497. La navegación entre Lisboa y Cabo Verde era la habitual y a partir de aquí la ruta se desvió mar adentro durante dos meses siguiendo las recomendaciones de Días. Por otro lado el viaje por la costa oriental de África no fue descrita por Álvaro Velho:

Ruta costera hasta Malindi y travesía directa desde este puerto hasta Calicut.

Durante esta expedición fueron tomadas latitudes a través de la observación del Sol, como refiere João de Barros.
Los diarios de a bordo de las naves relatan muchas experiencias inéditas. La ansiosa tripulación encontró una variedad rica de fauna y flora. El 7 de noviembre atracaron para abastecerse y reparar los navíos en una bahía a la que llamaron Santa Elena, donde mantuvieron contacto con tribus que comían lobos marinos, ballenas, carne de gacelas y raíces de plantas, iban cubiertos con pieles y sus armas eran simples lanzas de madera o cuernos de animales; encontraron tribus que tocaban flautas de madera con destreza. El 22 de noviembre doblaron en cabo de Buena Esperanza tras lo cual descargaron e incendiaron el barco de abastecimiento. Antes del 16 de diciembre la expedición ya había sobrepasado el río Blanco en Sudáfrica, donde Bartolomé Díaz había dado media vuelta. El 25 de diciembre (día de Navidad) bordearon unas tierras que recibieron el nombre de Natal debido al día en el que se encontraban (Natalis dies en latín) y el 2 de marzo la flota llegaba a Mozambique cuya costa fue explorada con detenimiento. Durante esta etapa Vasco había tenido que soportar fuertes temporales y sofocar una rebelión de la tripulación que empezaba a sufrir los efectos del escorbuto y tuvo que repostar agua dulce en las desembocaduras de los ríos Cobre y Zambeze.
A pesar de las dificultades de un viaje de esta índole, la tripulación mantuvo el ánimo para conseguir su objetivo. Durante el viaje asaltaron otros navíos para capturar a la tripulación que posteriormente podía ser intercambiada o se empleaban para los trabajos más duros y peligrosos. Así, el sultán de Mozambique proporcionó un piloto para guiar la expedición por las costas orientales de África pero realmente se trataba de una trampa ya que tenía como misión entregar las naves a los gobernantes árabes de Mombasa. Una casualidad hizo descubrir la emboscada y Vasco da Gama pudo continuar hasta Malindi, cuyo rey le suministró un piloto árabe, Ahmad Bin Majad, conocedor del régimen de los monzones y del océano Índico en el que entraron el 25 de abril.
Se sabe por Damião de Góis, que durante el viaje fueron colocados cinco padrões (especie de poste con los emblemas de Portugal): São Rafael, en el río dos Bons Sinais; São Jorge, en Mozambique, Santo Espírito, en Malindi; Santa María, en las islas Laquedivas, y São Gabriel, en Calicut. Estos monumentos estaban destinados a afirmar la soberanía portuguesa sobre estos lugares y que otros exploradores no tomasen estas tierras «descubiertas» por ellos.

## La llegada a la India

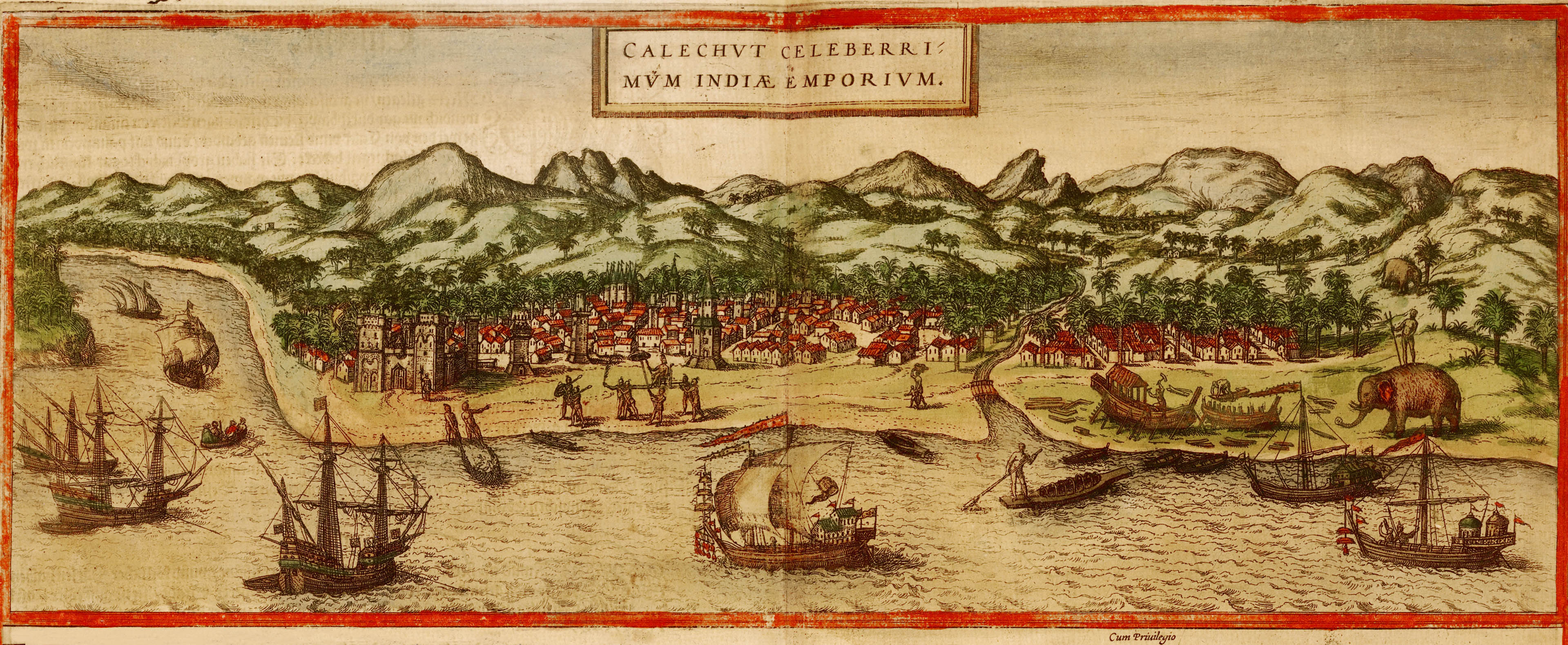
Representación de Calicut en 1572.

El 20 de mayo de 1498 llegaba a la costa de Malabar (sudoeste de la India) la expedición. La entrada en Calicut (actual Kozhikode) sufrió alguna complicación, sobre todo a la oposición de los mercaderes árabes que deseaban mantener a los europeos apartados del mercado de las especias y mantener su monopolio en la India y pusieron en contra de los portugueses a la población y el zamorín de Calicut y posteriormente tuvo que repeler dos ataques en alta mar. La perseverancia de Vasco da Gama logró que se iniciaran conversaciones entre él y el zamorín Manavikraman Rajá, zamorín de Calicut (antiguo señor del estado hindú de Calicut), de cuyo encuentro resultó una carta en la que se puede leer:

Vasco da Gama, hidalgo de vuestra casa, ha venido a mi tierra, lo que ha sido de mi agrado. En mi tierra hay mucha canela, y mucho clavo y jengibre y muchas piedras preciosas. Y lo que yo quiero de la tuya es oro y plata y coral y escarlata.

Vasco da Gama esperaba haber encontrado a los cristianos que habitaban en la India y que se suponía eran muy numerosos, ya que según la tradición cristiana habían sido evangelizados por Santo Tomás. De hecho para la entrevista con el rajá, Vasco fue conducido a un templo hindú que confundió con una iglesia cristiana.

## El retorno

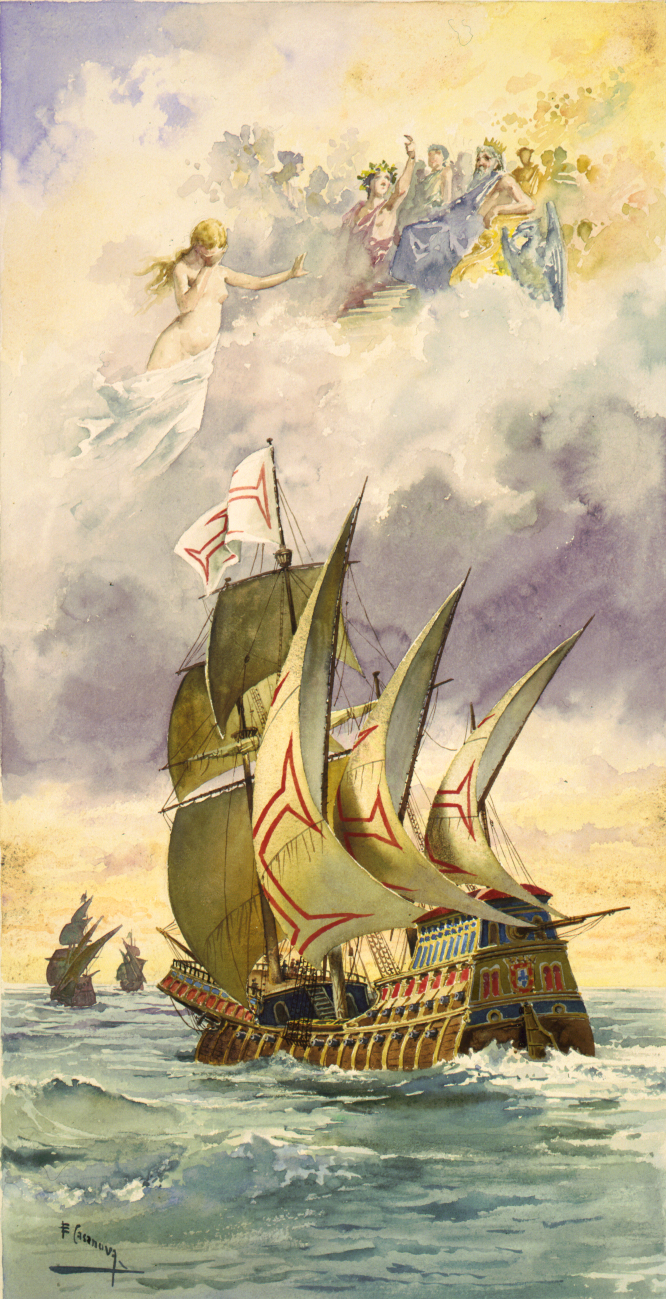
Navío de Vasco da Gama.

El 12 de julio de 1499, más de dos años después del inicio de la expedición, entró la carabela Berrio en el estuario del río Tajo, comandada por Nicolau Coelho con la noticia esperada y que emocionó a toda Lisboa de que los portugueses habían conseguido llegar a la India por mar. Vasco da Gama se había quedado atrás en la isla Terceira (en las Azores) para quedarse con su hermano Paulo que enfermó gravemente y murió, siendo enterrado en la isla, renunciando así a los festejos y felicitaciones por la noticia. 
De las naves que tomaron parte en la expedición, tan solo regresaron dos, ya que la nave São Rafael había sido quemada por la imposibilidad de maniobrarla, a consecuencia del reducido número de su tripulación debido a la muerte de gran parte de la tripulación por enfermedades como el escorbuto que se hizo sentir con fuerza durante la travesía del océano Índico.
Vasco da Gama retornaba a Portugal el 29 de agosto y fue recibido por el propio rey Manuel I con la alegría que merecía, otorgándole el título de «Almirante mayor de las Indias y del océano Índico» y una renta de trescientos mil reales que podría legar a los hijos que tuviera. Recibió, conjuntamente con sus hermanos, el título de Don y dos villas, en Sines y Vila Nova de Milfontes. Hizo a Nicolau Coelho hidalgo de su casa, así como a todos los otros, conforme a los servicios que habían prestado.
Manuel I se apresuró a dar la noticia a los reyes de España, en una muestra de orgullo por el hecho y para avisar de que las rutas serían exploradas por la Corona portuguesa.
Hay noticia de que un mercader italiano esparció por Florencia la siguiente información, refiriéndose a Malindi: 

Descubrieron 1800 leguas de nuevas tierras más allá del cabo de Buena Esperanza, cuyo cabo fue descubierto hace tiempo por el rey Juan. El capitán descubrió una gran ciudad amurallada, con muchas buenas casas de piedra, al estilo morisco, habitada por moros del color de los indios. El capitán desembarcó aquí y el rey le dio un piloto para cruzar el golfo.

## Consecuencias

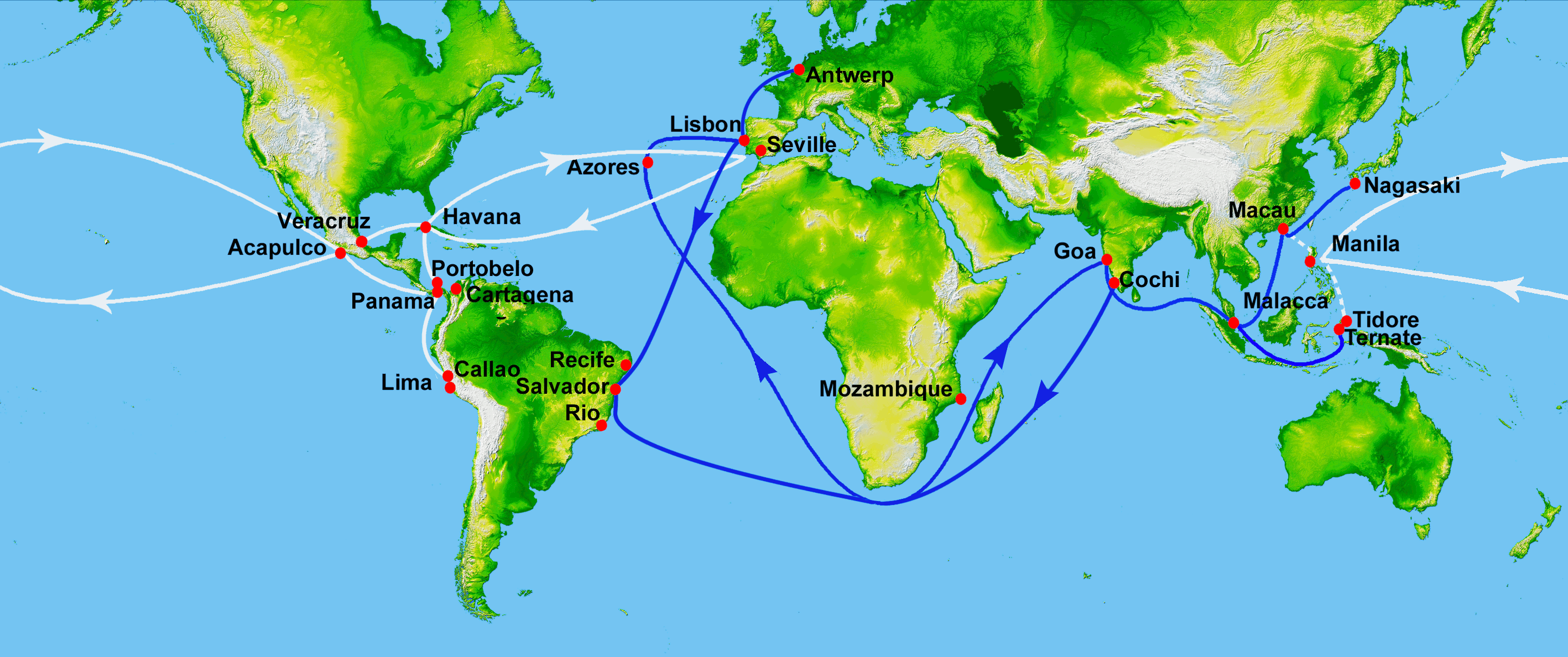
La ruta comercial Nao de China se inició en 1568 (blanco) y la ruta comercial Armadas de la India portuguesa (azul) desde 1497.

Las consecuencias de este descubrimiento fueron de vital importancia en la época, pues mostraban una ruta para el comercio de las especias y otros productos de Oriente sin tener que depender del paso por las tierras hostiles del Imperio otomano o del norte de África. El descubrimiento y el posterior comercio regular con la India, junto al descubrimiento de América, provocó una revolución económica que benefició en primer lugar a los portugueses que convirtieron Lisboa en un centro de comercio de primer orden y en el principal mercado de las especias, además de trasladar el centro de poder del Mediterráneo al Atlántico, lo que trajo la decadencia de las ciudades comerciales italianas y el abandono de Egipto como paso de las mercancías que llegaban a Europa.
El control de la ruta permitió a Portugal el establecimiento de numerosos puestos comerciales, factorías y fortalezas a lo largo de todo el recorrido y territorios orientales y africanos y le permitió ampliar su imperio de forma considerable. Además pudo controlar el comercio no solo con la India sino también con el sudeste asiático, China y Japón. En su momento de mayor poder, Portugal controlaba por completo el océano Índico.
Las observaciones realizadas durante la travesía tuvieron su repercusión en el posterior descubrimiento de Brasil por parte de Pedro Álvares Cabral ya que fue descubierto en un viaje posterior a la India y Cabral tomó en consideración las palabras de Vasco da Gama afirmando que había visto aves volando hacia el oeste durante su travesía en el Atlántico.

## Cronología del viaje
| Año  | Escala | Partida          | Llegada          | Días     | Días     |                  |
| Año  | Escala | Partida          | Llegada          | Viajando | Anclados |                  |
| ---- | --- | ---------------- | ---------------- | -------- | -------- | ---------------- |
| 1497 | Lisboa / Santiago (Cabo Verde). Partieron de Restelo en un sábado, día 8, escoltado por Bartolomé Díaz que siguió un buque de altura con destino a Mina. Se reunieron y se organizaron en la isla de Santiago. | 8 de julio       | 27 de julio      | 19       | -        | VIAJE DE IDA     |
| 1497 | Isla de Santiago / Bahía de Santa Elena. A 200 millas de Santiago la San Gabriel sufre un pequeño accidente pero se recupera. Viajan hacia el sur, 90 días sin avistar tierra, realizando la volta do mar hasta encontrar vientos favorables a la altura de Santa Helena. | 3 de agosto      | 7 de noviembre   | 96       | —        | VIAJE DE IDA     |
| 1497 | Bahía de Santa Elena. Escala para descansar y reponer agua, madera y los víveres que encontraron. | ----             | ----             | ----     | 9        | VIAJE DE IDA     |
| 1497 | Bahía de Santa Elena / Cabo de Buena Esperanza. Pasan el Cabo el día 22. | 16 de noviembre  | 22 de noviembre  | 6        | —        | VIAJE DE IDA     |
| 1497 | Cabo de Buena Esperanza / São Brás (San Blas) | 22 de noviembre  | 25 de noviembre  | 3        | —        | VIAJE DE IDA     |
| 1497 | Angra o Aguada de São Brás (actual bahía Mossel). Escala donde distribuyen la carga de la San Miguel por los barcos, desmantelandole por falta de condiciones. Colocan un padrao que fue destruido por los indígenas, a su vista, poco después de zarpar. | ----             | ----             | ----     | 13       | VIAJE DE IDA     |
| 1497 | Angra de São Brás / Natal. Rumbo hacia el norte, a lo largo de la costa oriental africana con vientos desfavorables. El 25 de diciembre, observa el cabo que nombra "Natal" (actual provincia KwaZulu-Natal de Sudáfrica). | 8 de diciembre   | 28 de diciembre  | 20       | —        | VIAJE DE IDA     |
| 1497 | Ponta da Pescaria / Río del Cobre | 28 de diciembre  | 11 de enero      | 14       | —        | VIAJE DE IDA     |
| 1497 | Río del Cobre (actual río Mutamba). Con pocas reservas, aporta para reponer agua en la tierra que llaman «Tierra de las buenas gentes» y "Río do Cobre" en el sur de Mozambique. | ----             | ----             | ----     | 5        | VIAJE DE IDA     |
| 1498 | Río del Cobre / Río dos Bons Sinais | 16 de enero      | 25 de enero      | 9        | —        | VIAJE DE IDA     |
| 1498 | Río dos Bons Sinais. Avanzan sin tocar en Sofala. Cerca de Quelimane colocan otro padrao. Hacen una escala prolongada para recuperar la tripulación, exhausta y enferma de escorbuto. Vasco da Gama le llamó río de los "buenos signos" por haber sido allí donde tuvo las primeras informaciones de que estaría en el buen camino y que más adelante encontrará a pilotos capaces de guiarle. | ----             | ----             | ----     | 30       | VIAJE DE IDA     |
| 1498 | Río dos Bons Sinais / Mozambique | 24 de febrero    | 2 de marzo       | 6        | —        | VIAJE DE IDA     |
| 1498 | Isla de Mozambique. Inicialmente son bien recibidos por el sultán de Mozambique, que los confunde con musulmanes y pone a disposición dos pilotos. Se encuentran los primeros mercaderes musulmanes de la red de comercio del Índico. Temiendo que la población fuese hostil a los cristianos, intentan mantener el equívoco, pero después de una serie de malentendidos zarparon del puerto disparando sus cañones. Los vientos contrarios los demoran.                                                                              | ----             | ----             | ----     | 27       | VIAJE DE IDA     |
| 1498 | Mozambique / São Rafael | 29 de marzo      | 5 de abril       | 7        | —        | VIAJE DE IDA     |
| 1498 | Baixos de São Rafael. A lo largo de Zanzíbar, donde la San Rafael quedó encallada durante la noche. | ----             | ----             | ----     | 2        | VIAJE DE IDA     |
| 1498 | São Rafael / Mombasa | 7 de abril       | 7 de abril       | horas    | v        | VIAJE DE IDA     |
| 1498 | Mombasa | ----             | ----             | ----     | 6        | VIAJE DE IDA     |
| 1498 | Mombasa / Malindi. Son bien recibidos en Melinde, un reino musulmán. El gobernante demuestra ser aliado amable y firme de los portugueses. Se encuentra el piloto que buscan, un guarate llamado Malemo Caná. Aprovechan el monzón favorable de la primavera para dirigirse a la India. | 13 de abril      | 14 de abril      | 1        | —        | VIAJE DE IDA     |
| 1498 | Malindi / Calicut. Avistan tierra el 18 de mayo y anclan el 20 de mayo en el puerto de Kappakadavu, cerca de Calicut. | 24 de abril      | 20 de mayo       | 2-6      |          | VIAJE DE IDA     |
| 1498 | Total: 309 días |                  |                  |          |          | VIAJE DE IDA     |
| 1498 | Calicut / Islas de Santa María (islas Laquedivas). Después de una accidentada escala de tres meses en Calicut, el 10 de septiembre envían el último mensaje al samorín y parten sin esperar el monzón favorable. | 29 de agosto     | 15 de septiembre | 17       | -        | VIAJE DE REGRESO |
| 1498 | Islas de Santa María (actuales Laquedivas). El 15 colocan un padrao en los isleños de Santa María. | ----             | ----             | ----     | horas    | VIAJE DE REGRESO |
| 1498 | Islas de Santa María / isla de Angediva | 15 de septiembre | 20 de septiembre | 5        | —        | VIAJE DE REGRESO |
| 1498 | Isla de Angediva. Fueron abordados por un hombre que se decía un cristiano fingiendo musulmán al servicio de Hidalcán, el sultán de Bijapur. Sospechando, lo azotan hasta confesar ser un espía. Era un judío polaco aventurero en el oriente. Vasco a Gama le apadrina nombrándolo Gaspar de Gama. | ----             | ----             | ----     | 15       | VIAJE DE REGRESO |
| 1498 | Isla de Angediva / Malindi. Parten a una penosa travesía de 90 días, con vientos contrarios y calmas. Los víveres escasean y la tripulación se enferma con escorbuto. Muere treinta hombres y los sobrevivientes, debilitados, apenas consiguen maniobrar. Intentan que Vasco a Gama regrese a la India, pero los vientos favorables les llevan a proseguir. El 2 de enero, se ve a África. | 5 de octubre     | 7 de enero       | 94       | —        | VIAJE DE REGRESO |
| 1498 | Malindi. Exhaustos, son acogidos por el sultán de Melinde con regalos de agua, ganado, huevos, naranjas. Vasco da Gama reúne las mejores presente que consigue para agradecer. Con la tripulación insuficiente abaten el São Rafael, prosiguiendo en el Bérrio y São Gabriel. | ----             | ----             | ----     | 4        | VIAJE DE REGRESO |
| 1499 | Malindi / Baixios de São Rafael. Avanzan pasando Zanzíbar y Sofala sin pasar por puerto. | 11 de enero      | 13 de enero      | 2        | —        | VIAJE DE REGRESO |
| 1499 | Baixios de São Rafael, frente a Zanziba | ----             | ----             | ----     | 14       | VIAJE DE REGRESO |
| 1499 | Baixios de São Rafael / Isla São Jorge (Mozambique) | 27 de enero      | 2 de febrero     | 5        | —        | VIAJE DE REGRESO |
| 1499 | Isla São Jorge. Colocan el último padrao. | ----             | ----             | ----     | 1        | VIAJE DE REGRESO |
| 1499 | Isla de São Jorge / Bahía deSão Brás | 3 de febrero     | 3 de marzo       | 29       | —        | VIAJE DE REGRESO |
| 1499 | Bahía de São Brás (actual bahía Mossel).Cazan leones marinos y pingüinos para aprovisionar a los barcos y seguir, descansados y repuestos. | ----             | ----             | ----     | 9        | VIAJE DE REGRESO |
| 1499 | Bahía de São Brás / Cabo de Buena Esperanza. Con el paso del Cabo de Buena Esperanza termina el registro en el diario de Álvaro Velho. | 12 de marzo      | 20 de marzo      | 8        | —        | VIAJE DE REGRESO |
| 1499 | Cabo de Buena Esperanza / Recifes del Río Grande (actual Río Buba, Guinea-Bisáu). Las naves navegan juntas, pero en una noche la Bérrio se separa. No se conocen datos del viaje a Cabo Verde. | 20 de marzo      | 25 de abril      | 36       | —        | VIAJE DE REGRESO |
| 1499 | Recifes de Río Grande / Lisboa. En la isla de Santiago en Cabo Verde, Vasco da Gama alquila una carabela para llevar a su hermano enfermo a las Azores, con la esperanza de salvarlo. Las naves llegan al Tajo en julio y agosto de 1499: la Bérrio, más ligera y rápida, fue la primera en llegar, el 10 de julio de 1499, bajo el mando de Nicolau Coelho y teniendo como piloto a Pêro Escobar. Paulo da Gama murió en la isla de Terceira y Vasco da Gama regresó a Lisboa, donde llegó después de los barcos al final de agosto. | 25 de abril      | 10 de junio      | 76       | —        | VIAJE DE REGRESO |
| 1499 | Total: 315 días |                  |                  |          |          | VIAJE DE REGRESO |